# Stropharia mammillata
Stropharia mammillata är en svampart som först beskrevs av Stephan Schulzer von Müggenburg som Agaricus mammilatus 1874, och som fördes till Stropharia av Pier Andrea Saccardo 1887. Stropharia mammillata ingår i släktet kragskivlingar och familjen Strophariaceae.